# Kiambu
Kiambu è un centro abitato del Kenya, capoluogo dell'omonima contea.